# Andreas Sigismund Marggraf
Andreas Sigismund Marggraf (ur. 3 marca 1709 w Berlinie, zm. 7 sierpnia 1782 tamże) – chemik niemiecki.

## Życiorys
Opracował metodę wydzielania cukru z buraków, która dała podstawy przemysłowego otrzymywania cukru w Europie. Mimo iż Marggraf zdawał sobie sprawę z komercyjnego znaczenia odkrycia, nie udało mu się tego wykorzystać. Dopiero jego uczeń Franz Achard dopracował metodę na tyle, że można było ją zastosować w praktyce.
Marggraf wyizolował także cynk ogrzewając hemimorfit z węglem w warunkach beztlenowych. Dokonał tego odkrycia niezależnie od Williama Championa (1738–1740) i Antona von Swaba (1742). Dokładny, naukowy, opis procesu dokonany przez Marggrafa sprawił, że odkrycie to przypisywane jest najczęściej jemu. Proces ten został wykorzystany w warunkach przemysłowych już w 1752 roku.